# 11316 Fuchitatsuo
11316 Fuchitatsuo è un asteroide della fascia principale. Scoperto nel 1994, presenta un'orbita caratterizzata da un semiasse maggiore pari a 2,3862320 UA e da un'eccentricità di 0,2278300, inclinata di 3,22287° rispetto all'eclittica.